# Alfa-latrotossina
L'alfa-latrotossina è una componente proteica neurotossica del veleno del ragno Latrodectus mactans, comunemente noto come vedova nera.
La proteina ha una potente azione neurotossica. I sintomi di intossicazione comprendono dolori addominali e convulsioni. La proteina esiste in due forme oligomeriche che formano un tetramero in presenza di ioni divalenti. Il tetramero è la probabile forma attiva della molecola che agisce come uno ionoforo nella membrana presinaptica del neurone innescando un massiccio rilascio di neurotrasmettitore che produce le conseguenze neurotossiche tipiche del morso della vedova nera.